# معركة تارين الثانية
وقعت معركة تارين الثانية في عام 1192 بين الغوريون ضد الشاهمانات وحلفائهم، بالقرب من تارين (تاروري الحديثة في هاريانا، الهند). هزم السلطان الغوري معز الدين الغوري (محمد الغوري) ملك الشاهمانا بريتيفراج تشوهان (بريتيفراج الثالث)، وانتقم من هزيمته السابقة في معركة تارين الأولى.

## خلفية
هزمت قوات بريتيفراج تشوهان الغوريون في معركة تارين الأولى في عام 1191. عاد سلطان الغوريون معز الدين الغوري، الذي أصيب بجروح خطيرة في المعركة، إلى غزنة، واستعد للانتقام لهزيمته.
المؤرخون عموما يؤرخون معركة تارين الثانية إلى 1192، على الرغم من أن هناك احتمال أنها وقعت في أواخر عام 1191. 

## حجم القوات
وفقًا للكاتب فريشته الذي يرجع تاريخه إلى القرن السادس عشر والسابع عشر: «جيش تشوهان يتألف من ثلاثة آلاف من الأفيال و 300000 من سلاح الفرسان والمشاة»، وهو ما يعتبر مبالغة من قبل المؤرخين الحديثين. ووفقًا لساتيش شاندرا، فإن الأرقام مبالغ فيها من أجل «التأكيد على التحدي الذي يواجهه معز الدين الغوري وحجم فوزه». 
وفقًا لمنهاج السراج، أحضر معز الدين الغوري 120,000 رجل مدرع بالكامل للمعركة. 

## المعركة
وقعت المعركة في نفس موقع المعركة الأولى. مع العلم أن قوات الشاهمانا كانت منضبطة جيدًا، لم يرغب الغوريون في الانخراط في قتال والتحاق عشوائي معهم. وبدلاً من ذلك، تم تشكيل جيش الغوريين في خمس وحدات، وأُرسلت أربع وحدات لمهاجمة أجنحة العدو ومؤخرته. 
وفقًا لمنهاج السراج، وجه معز الدين الغوري سلاح الفرسان الخفيف مكونًا من 10000 من الفرسان الرماة، مقسمًا إلى أربعة أقسام، لتطويق قوات على الجوانب الأربعة.  أصدر تعليماته إلى هؤلاء الجنود بعدم الانخراط في القتال عندما تقدم العدو للهجوم، وبدلاً من ذلك يتراجع عن استنفاد أفيال وخيول ومشاة الشاهمانا.
على أمل إحداث كسر في خطوط العدو، أمر معز الدين الغوري وحدته الخامسة بالتظاهر بالانسحاب. هجمت قوات الشاهمانا على وحدة الغوريين الفارين -كما توقع الغوريون- ثم أرسل الغوريون وحدة جديدة من سلاح الفرسان قوامها 12000 تمكنوا من رمي تقدم العدو. ثم هاجمت قوات الغوريون المتبقية وهربت قوات الشاهمانا في حالة من الذعر.  وفقًا لما قاله منهاج السراج، فإن إستراتيجية معز الدين الغوري «استنفدت وأنهكت الكافرين»، مما أدى في النهاية إلى «النصر للمسلمين». 

## ما بعد المعركة
ينص منهاج السراج على أن بريتيفراج («راي بيثورا») قد ترجل عن فيله، وهرب من ساحة المعركة على ظهر حصان. ومع ذلك، تم أسره في حي سرسوتي، ثم «أرسل إلى الجحيم».  معظم مصادر العصور الوسطى تصرح إلى أن بريتيفراج نُقل إلى عاصمة الشاهمانا أجمير، حيث كان محمد يعتزم إعادته ليكون بمثابة خادم وتابع غوري. في وقت لاحق، تمرد بريتيفراج على محمد، وقُتل بسبب «الخيانة». 
قامت قوات الغوريين بإخضاع إقليم الشاهمانا بالكامل في «سيوالخ»  (أو سوالخ، أي سابادالاكشا).  ثم قام الغوريون بتعيين ابنه جوفيندا راجا الرابع على عرش أجمير ليكون تابع وخاضع لهم. قام هاريراجا (شقيق بريتيفراج الأصغر) بخلع جوفيندا راجا، واستعاد جزءًا من مملكة أجداده، لكنه هزم لاحقًا من قبل الجنرال الغوري قطب الدين أيبك.  والغوريين هزموا في وقت لاحق ملك قوي آخر - جايا شاندرا حاكم سلالة جاهدفالا - في معركة شندوار، وسيطروا على أجزاء من شمال الهند وصولا إلى البنغال. 

### قائمة المراجع
- Cynthia Talbot (2015). The Last Hindu Emperor: Prithviraj Cauhan and the Indian Past, 1200–2000. Cambridge University Press. ISBN:9781107118560. مؤرشف من الأصل في 2020-12-03.
- Dasharatha Sharma (1959). Early Chauhān Dynasties. S. Chand / Motilal Banarsidass. ISBN:9780842606189. مؤرشف من الأصل في 2020-12-02.
- Satish Chandra (2006). Medieval India: From Sultanat to the Mughals-Delhi Sultanat (1206-1526). Har-Anand. ISBN:978-81-241-1064-5. مؤرشف من الأصل في 2020-08-19.
- Spencer C. Tucker (2009). A Global Chronology of Conflict: From the Ancient World to the Modern Middle East. ABC-CLIO. ISBN:978-1-85109-672-5. مؤرشف من الأصل في 2020-07-25.